# Sławomir Kurkiewicz

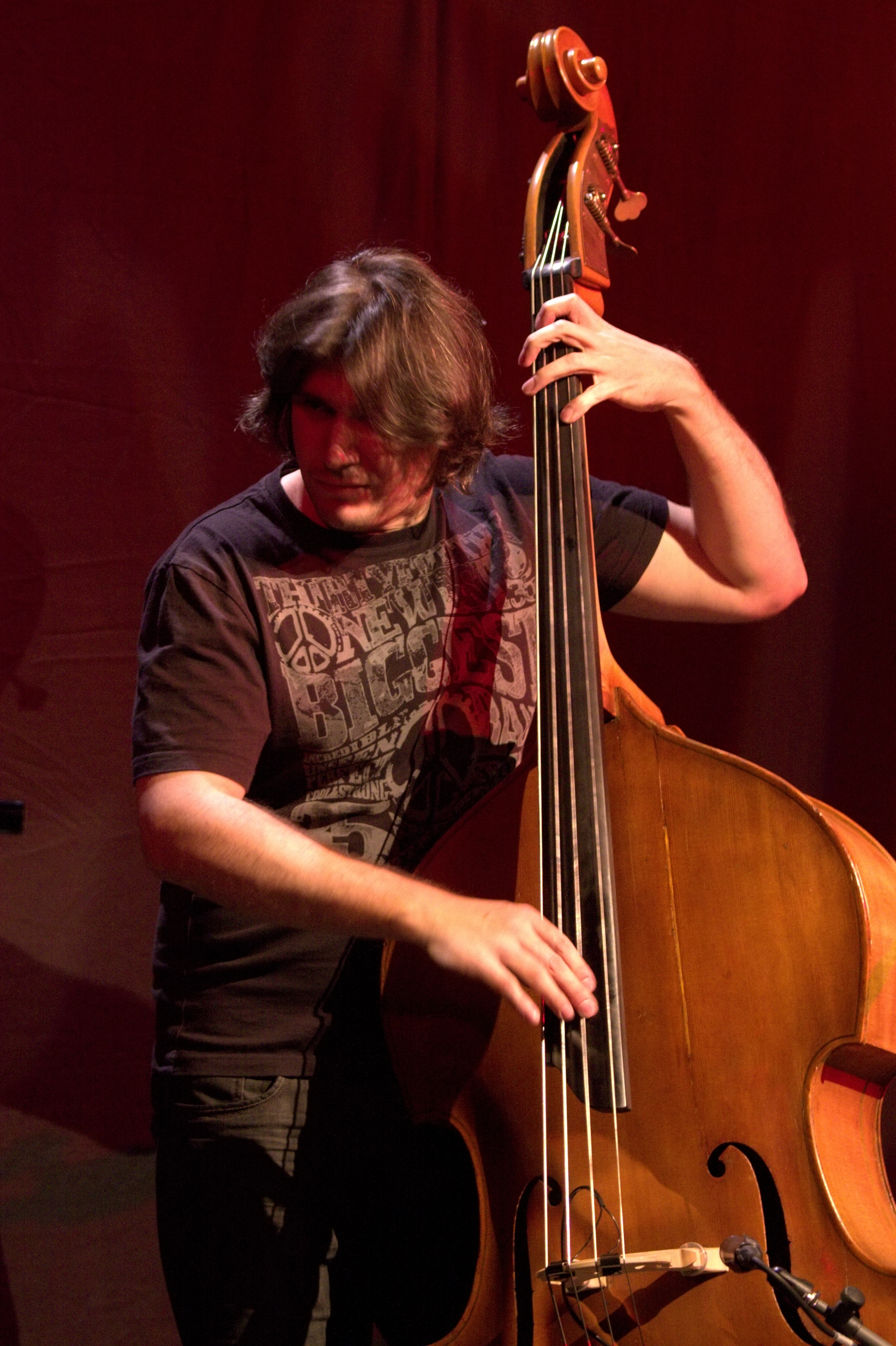
Sławomir Kurkiewicz (2008)

Sławomir Kurkiewicz (* 10. Mai 1975 in Koszalin) ist ein polnischer  Kontrabassist und Komponist des  Modern Jazz.

## Leben
Kurkiewicz besuchte die Staatliche Musikoberschule in Koszalin in der Kontrabass-Klasse, die er 1994 abschloss. Während seiner Schulzeit auf dem Gymnasium in Koszalin traf er den Pianisten  Marcin Wasilewski, mit dem er seit 1990 Jazz spielt. Seine Ausbildung am Jazz-Institut der Musikakademie Kattowitz beendete er 1998.
1993 gründeten Wasilewski und Kurkiewicz mit dem Schlagzeuger Michał Miśkiewicz das Simple Acoustic Trio, das rasch mehrere Alben aufnahm; seit 1994 war es auch mit Tomasz Stańko tätig, mit dem es mehrere Alben einspielte und international auftrat. Das Trio, das bis heute in der Originalbesetzung fortbesteht, tourte auch in diesem Format weltweit. Es war zudem mit Jacob Young/ Trygve Seim (u. a. bei Elbjazz 2014) und mit Joakim Milder unterwegs.
Weiterhin arbeitete Kurkiewicz mit Henryk Miśkiewicz und mit Manu Katché. Er ist auch auf Alben von Piotr Wojtasik,  Grzegorz Karnas und Anna Maria Jopek zu hören. Zudem schrieb er die Musik zu dem Spielfilm Nie ma takiego numeru (2005) von Bartosz Brzeskot.

## Diskographische Hinweise
- Tomasz Stańko Balladyna – Theater Play Compositions (Gowi, 1994)
- Tomasz Stańko  Roberto Zucco (Polonia, 1997)
- Tomasz Stańko Egzekutor (Universal Music Polska, 2001)
- Tomasz Stańko Suspended Night  (ECM, 2003)
- Marcin Wasilewski/Sławomir Kurkiewicz/Michał Miskiewicz Trio (ECM, 2005)
- Manu Katché  Neighbourhood (ECM, 2005, Preis der deutschen Schallplattenkritik, mit Tomasz Stańko, Jan Garbarek, Marcin Wasilewski)
- Marcin Wasilewski/Sławomir Kurkiewicz/Michał Miskiewicz Faithful (ECM, 2011)
- Marcin Wasilewski Trio Live (ECM, 2018)[3]